# Oxalyldiaminopropionsäure
Oxalyldiaminopropionsäure ist eine nicht-proteinogene Aminosäure, die in der Saat-Platterbse (Lathyrus sativus) vorkommt. Die Substanz ist neurotoxisch und wird als Verursacher des Lathyrismus angesehen. Es kommt zu Krämpfen und spastischen Lähmungen. Wahrscheinlich ist das eine Folge der Ähnlichkeit mit L-Glutamat.

## Biosynthese
Oxalyldiaminopropionsäure wird in der Pflanze aus L-Asparagin synthetisiert.

## Kristallisation
Als Kristallformen bestehen ein metastabiles Monohydrat und ein stabiles Anhydrat.